# Maria Gabriella Pinto
Maria Gabriella Pinto (Carbonia, 1º marzo 1958) è una politica italiana.

## Biografia
Nata nel 1958 a Carbonia, ha conseguito la Maturità classica al Liceo-Ginnasio statale "Antonio Gramsci". Ha gestito l'attività commerciale della sua famiglia divenendo un'imprenditrice nel settore, tanto da esser nominata Presidente provinciale di Cagliari nel sindacato di categoria della Confcommercio e assessore alle attività produttive del Comune di Carbonia, nella Giunta guidata dal sindaco Antonangelo Casula.
Presentatasi nelle liste del partito Forza Italia è stata eletta per la prima volta alla Camera dei deputati, nella XII Legislatura (dal 15 aprile 1994 all'8 maggio 1996) con il sistema proporzionale nella circoscrizione XXVI Sardegna (Collegio uninominale 10 - Carbonia), risultando così il primo deputato originario di Carbonia ad essere eletto nel Parlamento italiano. Successivamente si presentò di nuovo, nello stesso Collegio elettorale n. 10 di Carbonia, per le liste di Forza Italia alla Camera dei Deputati, per la XIII Legislatura (dal 9 maggio 1996 al 29 maggio 2001), ma non fu eletta perché risultò vincitore in quel Collegio Salvatore Cherchi. In seguito, per le stesse liste ma nel Collegio elettorale di Lodi, fu eletta con il sistema proporzionale nella circoscrizione V (LOMBARDIA 3) come deputato per la XIV Legislatura (dal 30 maggio 2001 al 27 aprile 2006). Proclamata eletta il 26 maggio 2001, risultò Iscritta al gruppo parlamentare Forza Italia (dal 4 giugno 2001 al 27 aprile 2006); fu componente dei seguenti organi parlamentari: VIII COMMISSIONE (AMBIENTE, TERRITORIO E LAVORI PUBBLICI) dal 20 giugno 2001 al 27 aprile 2006 e COMMISSIONE PARLAMENTARE DI INCHIESTA SUL CICLO DEI RIFIUTI E SULLE attività ILLECITE AD ESSO CONNESSE dal 13 febbraio 2002 al 27 aprile 2006. Maria Gabriella Pinto ha cessato il suo mandato parlamentare il 27 aprile 2006.